# Penguin Ridge
Penguin Ridge är en bergstopp i Antarktis. Den ligger i Sydshetlandsöarna. Argentina, Chile och Storbritannien gör anspråk på området. Toppen på Penguin Ridge är 5 meter över havet.
Terrängen runt Penguin Ridge är huvudsakligen kuperad, men åt sydost är den platt. Havet är nära Penguin Ridge åt nordost. Trakten är glest befolkad. Närmaste befolkade plats är Commandante Ferraz Station, 9,2 kilometer norr om Penguin Ridge. 